# Reformerta ekumeniska rådet
Reformerta ekumeniska rådet, Reformed Ecumenical Council (REC) var en internationell sammanslutning av 39 kalvinistiska kyrkor från 25 olika länder, med ett samlat medlemstal på över 12 miljoner människor. REC hade sitt huvudkvarter i Grand Rapids, Michigan, USA.
Organisationen bildades 1946 under namnet Reformerta ekumeniska synoden.
Omkring två tredjedelar av REC:s medlemskyrkor var även anslutna till den mer liberala Reformerta kyrkornas världsallians (WARF). 
Den 1 februari 2006 meddelade ledarna för WARC (Clifton Kirkpatrick) och REC (Douwe Visser) att de båda organisationerna skulle gå samman. Detta skedde i juni 2010. Den nya organisationens namn är World Communion of Reformed Churches (Internationella reformerta nattvardsgemenskapen).

## Medlemskyrkor
Australien
- Christian Reformed Churches in Australia

 Botswana
- Dutch Reformed Church in Botswana

 Myanmar
- Christian Reformed Church in Myanmar

 Dominikanska republiken
- Christian Reformed Church in the Dominican Republic

 Filippinerna
- Christian Reformed Church in the Philippines

 Frankrike
- Églises réformées évangéliques indépendantes

 Grekland
- Helliniki Evangeliki Ekklesia

 Indien
- Presbyterian Church of India

 Indonesien
- Gereja Kristen Indonesia
- Gereja Kristen Java
- Gereja Kristen Sumba
- Gereja Kristen Sumatra Bagian Selatan
- Gereja Toraja Mamasa
- Gereja Toraja

 Japan
- Reformed Church in Japan

 Kenya
- Reformed Church of East Africa

 Malawi
- Church of Central Africa Presbyterian - Nkhoma Synod

 Mexiko
- Associate Reformed Presbyterian Church of Mexico

 Moçambique
- Igreja reformada em Mocambique

 Nederländerna
- Protestantse Kerk in Nederland

 Nigeria
- Christian Reformed Church of Nigeria
- Nongo u Kristu u ken Sudan hen Tiv
- Evangelical Reformed Church of Christ in Nigeria
- Presbyterian Church of Nigeria
- Reformed Church of Christ in Nigeria

 Sri Lanka
- Dutch Reformed Church in Sri Lanka

 Swaziland
- Swaziland Reformed Church

 Sydafrika
- Nederduitse Gereformeerde Kerk
- Dutch Reformed Church in Africa
- Reformed Church in Africa
- Nederduitsch Hervormed Kerk van Afrika

 Sydkorea
- Reformed Church of Korea (Chan Yang)

 Uganda
- Christian Reformed Church of East Africa
- Reformed Presbyterian Church in Uganda

 USA och  Kanada
- Christian Reformed Church in North America

 Zambia
- Church of Central Africa Presbyterian - Zambia Synod
- Reformed Church in Zambia

 Zimbabwe
- Church of Central Africa Presbyterian - Harare Synod
- Reformed Church in Zimbabwe